# هیزل بروکس
هیزل بروکس (انگلیسی: Hazel Brooks؛ ۸ سپتامبر ۱۹۲۴ – ۱۸ سپتامبر ۲۰۰۲) یک هنرپیشه اهل ایالات متحده آمریکا بود. 